# Paul Frezoul
Paul Frezoul est un homme politique français né le 2 avril 1837 à Varilhes (Ariège) et décédé le 30 décembre 1918 au Carlaret (Ariège).

## Biographie
Médecin, il s'installe dans sa commune natale dont il devient maire, puis conseiller général du canton de Varilhes. Il est élu vice-président du conseil général de l'Ariège en 1895 puis président du conseil général du 27 septembre 1911 au 22 septembre 1913.
Après un échec aux élections législatives en 1880, il est élu sénateur en 1882. Il est secrétaire du Sénat de 1886 à 1889. Il conserve son siège jusqu'en 1912, où il ne se représente pas.

## Sources
- Ressource relative à la vie publique :   - Sénat
- « Paul Frezoul », dans Adolphe Robert et Gaston Cougny, Dictionnaire des parlementaires français, Edgar Bourloton, 1889-1891 [détail de l’édition]
- « Paul Frezoul », dans le Dictionnaire des parlementaires français (1889-1940), sous la direction de Jean Jolly, PUF, 1960 [détail de l’édition]
- Louis Claeys, Deux siècles de vie politique dans le Département de l'Ariège 1789-1989, Pamiers 1994